# 元林院町
元林院町（がんりいんちょう Ganriin-chō）は、奈良県奈良市の市街地に位置する地区である。花街として栄えてきた。郵便番号は630-8221。

## 地理
奈良市の中央部、市街地の北部に位置する地区。猿沢池のすぐ西方のエリアであり、今御門町・南市町・登大路町・樽井町・餅飯殿町に隣接する。
町内を率川(菩提川上流)が流れている。
地名は『角川日本地名大辞典』によれば興福寺の別院である「元林院」にちなむとされる。

## 歴史
江戸時代にはすぐそばの興福寺や、比較的近い場所にある春日大社を描く絵師たちが多くこの地に住み込んだ。そのため町には「興福寺の絵屋町」という別名が存在する。
明治時代、大火災に見舞われる。元林院町と南接する南市町も被害を受けた。町にある八王子四之室神社は八王子権現(素戔嗚尊御子神)および姫大神を祀っているが、このとき火災の火がこの社裏で鎮火したと言い伝えられており、現在も町内で管理されている。
その後、絹谷幸次が祇園の芸妓を連れて帰り披露したのをきっかけとして「芸妓の町」と呼ばれるようになると芸妓が多く暮らし、華やかな時代となった。大正時代には二百数十人ほどの芸妓を数えた。また、昭和初期には200人ほどの芸舞妓がいたが、現在は5人。町内の芸者置屋が廃業していることなどから、今御門町「つるや」の大野菊乃を代表とする「元林院花街復興プロジェクト」が立ち上がっている。

## 小・中学校の学区
奈良市立椿井小学校、および奈良市立三笠中学校の学区に属する。 

## 出身人物
- 絹谷幸二 - 画家。料理旅館であった「明秀館」が生家[7]。